# Plodine
Plodine d.d. je hrvatska maloprodajna trgovina. U Hrvatskoj posjeduje više od 130 trgovina.

## Povijest
Osnovana je 1993. godine u Rijeci gdje je i otvorena prva trgovina. Širenja izvan regije započinju 2000. godine.

## Vanjske poveznice
- Službena stranica